# Evangelische Kirche (Runkel)

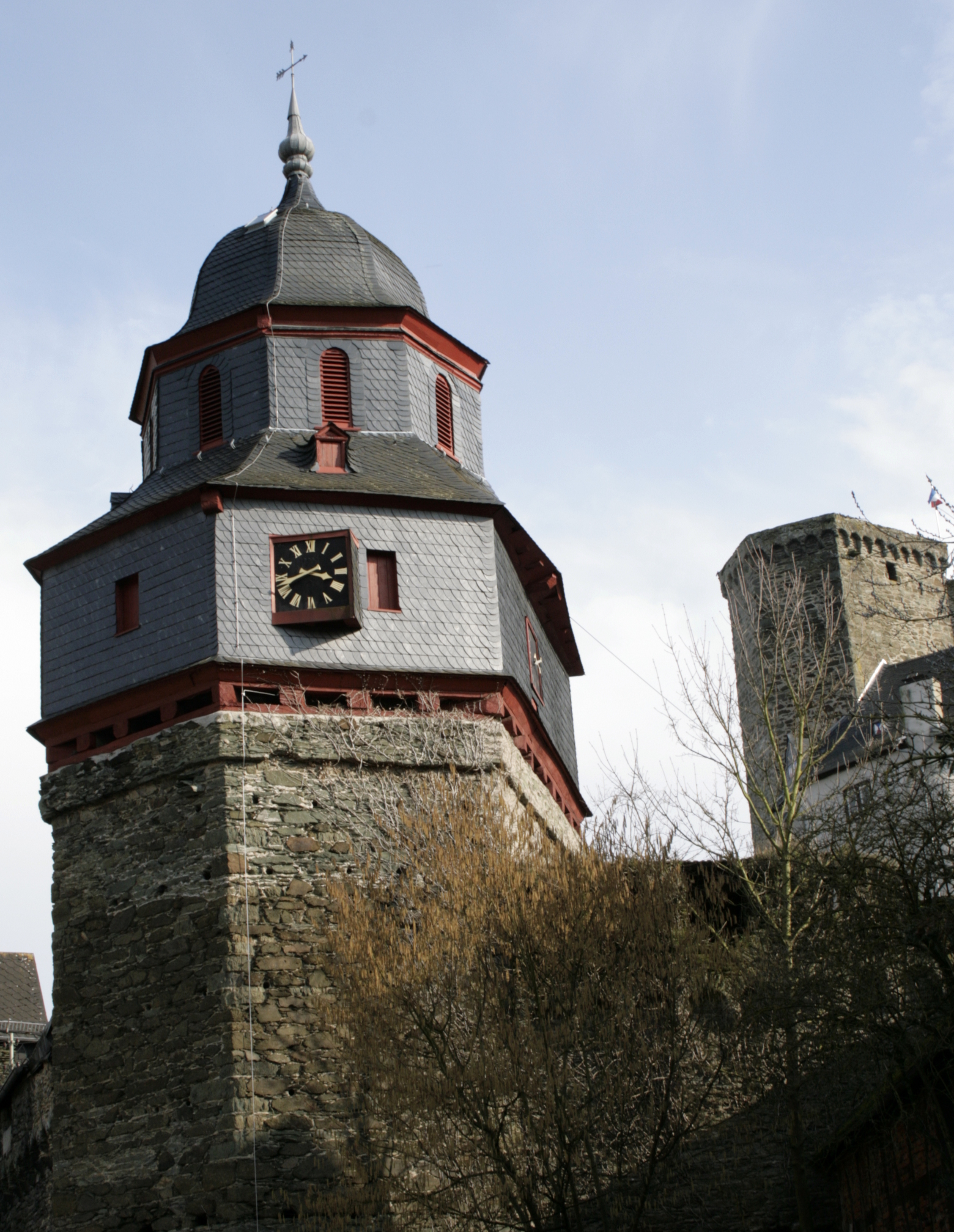
Evangelische Kirche (Runkel)

Die evangelische Kirche Runkel ist ein denkmalgeschütztes Kirchengebäude, das in der Stadt Runkel im Landkreis Limburg-Weilburg (Hessen) steht. Die Kirchengemeinde gehört zum Dekanat an der Lahn in der Propstei Nord-Nassau der Evangelischen Kirche in Hessen und Nassau.

## Beschreibung
Die schlichte Saalkirche aus Bruchsteinen steht hart an der Nordwestseite der Burg Runkel. Die im Jahr 1511 gebaute Kirche wurde 1634 teilweise zerstört, aber 1640 wieder aufgebaut. Der Dachreiter ist leer, als Kirchturm dient ein benachbarter ehemaliger Turm der Stadtbefestigung. In dessen Glockenstuhl hängen vier Kirchenglocken, die älteste wurde 1777 von der Glocken- und Kunstgießerei Rincker gegossen. 
Im Jahr 1844 erfolgte eine Umgestaltung des Innenraums. Der spätgotische Chor mit 5/8-Schluss ist mit einem Kreuzrippengewölbe überspannt. Zum Kirchenschiff, das mit einer Kassettendecke überspannt ist und dreiseitig umlaufende Emporen auf runden Säulen hat, öffnet er sich mit einem spitzbogigen Chorbogen. Unter dem Chor befindet sich die Gruft, die mit der Bestattung von Friedrich Ludwig zu Wied-Runkel 1824 geschlossen wurde. Die Kanzel stammt vom Ende des 17. Jahrhunderts. Die Orgel wurde um das Jahr 1620 von Georg Wagner gebaut.